# Bruno Sivilotti
Bruno Sivilotti Pidutti (né le 26 août 1936 à Ragogna et mort le 27 janvier 1982 à Madrid) est un coureur cycliste italien puis argentin. D'abord spécialiste des courses de six jours, il rencontre ensuite le succès sur la route avec notamment une victoire d'étape sur le Tour d'Espagne 1966.

## Palmarès sur route
- 1956
  - 2e de la Prova Ciclistica 9 de Julho
- 1959
  - Criterium de Apertura
- 1963
  - 1reb étape du Tour du Levant
- 1964
  - 1re étape du Tour d'Andalousie
  - 1re, 2e et 8e étape du Tour du Levant
- 1965
  - 3e étape du Tour du Levant
- 1966
  - 1rea étape du Tour d'Espagne
  - 2e étape du Tour de La Rioja
  - 5e étape du Tour d'Andalousie
  - 5e étape du Tour du Levant
- 1967
  - 5eb étape du Tour du Levant
- 1968
  - 1re étape du Tour du Levant

### Résultats sur le Tour d'Espagne
2 participations
- 1966 : abandon, vainqueur de la 1rea étape,  maillot jaune pendant une demi-étape
- 1968 : abandon

## Palmarès sur piste
- 1956
  - Six Jours de Rio de Janeiro (avec Severino Rigoni)
  - Six Jours de Buenos Aires (avec Héctor Acosta)
- 1957
  - Six Jours de São Paulo (avec Severino Rigoni)
- 1961
  - 3e du championnat d'Italie de demi-fond
- 1968
  - 3e du championnat d'Italie de demi-fond